# Charles des Nos
Charles des Nos ou d'Esnots, seigneur de Moussay, de Forbois (Ernée), du Val en Larchamp, de Champrouzier en Saint-Pierre-des-Landes, né vers 1645 et mort en août 1701, est un officier de marine et administrateur colonial français, vice-roi des Isles d'Amérique.

## Biographie
Il est originaire de la famille des Nos, famille de chevaliers d'origine bretonne établie et répandue dans le Maine depuis le XVIe siècle. Capitaine de vaisseau, il préside un conseil de guerre, 1690, commande Le Soleil Royal sous le comte de Tourville, qui vante sa capacité, sa vigilance, et le dit digne de toute la confiance de Sa Majesté[réf. nécessaire], le 19 janvier 1691. Le 7 juin, il est félicité par le roi pour sa belle défense de son vaisseau. Il remplaça le marquis d'Amblimont à la lieutenance générale des îles françaises de l'Amérique. Il est chef d'escadre de Provence en 1694, vice-roi d'Amérique, et décède au mois d'août 1701 en  Guadeloupe par la maladie de Siam, qui décimait les Européens.

### Sources et bibliographie
« Charles des Nos », dans Alphonse-Victor Angot et Ferdinand Gaugain, Dictionnaire historique, topographique et biographique de la Mayenne, Laval, A. Goupil, 1900-1910 [détail des éditions] (BNF 34106789, présentation en ligne), t. IV, p. 683.